# Liste des musées de la Métropole européenne de Lille
La liste des musées de la Métropole européenne de Lille présente les musées localisés dans l'une des communes de la Métropole européenne de Lille.

## Liste
| Nom du musée                                                                  | Commune           | Adresse                     | Coordonnées                      | Thèmes                                  | Labels                                   | Dateouverture | Datefermeture | Fréq.          | Illustration    |
| ----------------------------------------------------------------------------- | ----------------- | --------------------------- | -------------------------------- | --------------------------------------- | ---------------------------------------- | ------------- | ------------- | -------------- | --------------- |
| Musée de la Résistance                                                        | Bondues           | Avenue de Général de Gaulle | 50° 41′ 36″ nord, 3° 05′ 11″ est | Résistance intérieure française         |                                          | 1997          |               |                |                 |
| Musée de la bataille de Fromelles                                             | Fromelles         | Rue de la Basse Ville       | 50° 36′ 29″ nord, 2° 51′ 06″ est | Grande Guerre                           |                                          | 2014          |               |                | Image manquante |
| Palais des Beaux-Arts de Lille                                                | Lille             | Place de la République      | 50° 37′ 50″ nord, 3° 03′ 45″ est | Art et antiquités                       | Musée de France                          | 1809          |               | 301 073 (2015) |                 |
| Centre d'Art Sacré de Lille                                                   | Lille             | Place Gilleson              | 50° 38′ 13″ nord, 3° 03′ 45″ est | Art sacré                               |                                          | 2003          |               |                |                 |
| Musée des canonniers                                                          | Lille             | 44, rue des Canonniers      | 50° 38′ 27″ nord, 3° 04′ 10″ est | Histoire militaire                      |                                          | 1849          |               |                |                 |
| Musée d'histoire naturelle, de géologie et d'ethnographie                     | Lille             | 19, rue de Bruxelles        | 50° 37′ 36″ nord, 3° 04′ 00″ est | Histoire naturelle                      | Musée de France                          | 1896          |               | 109 378 (2015) |                 |
| Musée de l'Hospice Comtesse                                                   | Lille             | 32, rue de la Monnaie       | 50° 38′ 28″ nord, 3° 03′ 47″ est | Ethnographie et folklore                | Musée de France                          | 1962          |               | 51 390 (2016)  |                 |
| Musée de l'Institut Pasteur de Lille                                          | Lille             | 18 Boulevard Louis XIV      | 50° 37′ 43″ nord, 3° 04′ 27″ est | Médecine                                |                                          | Années 1970   |               |                |                 |
| Maison natale de Charles de Gaulle                                            | Lille             | 9, rue Princesse            | 50° 38′ 46″ nord, 3° 03′ 32″ est | Histoire familiale                      | Maisons des Illustres                    | 1983          |               |                |                 |
| Musée régional des télécommunications en Flandres                             | Marcq-en-Barœul   | Place de la victoire        | 50° 40′ 31″ nord, 3° 05′ 28″ est | Télécommunications                      |                                          | 1965          |               |                |                 |
| La Piscine, musée d'art et d'industrie André-Diligent                         | Roubaix           | 23 rue de l'Espérance       | 50° 41′ 33″ nord, 3° 10′ 03″ est | Beaux-arts et arts appliqués            | Patrimoine du XXe siècle Musée de France | 2001          |               | 242 684 (2015) |                 |
| La Manufacture, musée de la mémoire et de la création textile                 | Roubaix           | 29 avenue Julien Lagache    | 50° 40′ 58″ nord, 3° 11′ 46″ est | Industrie textile                       |                                          | 2001          |               |                |                 |
| Centre historique de la cavalerie et de l'artillerie                          | Seclin            | Chemin du petit Fort        | 50° 33′ 21″ nord, 3° 03′ 12″ est | Histoire militaire                      |                                          | 2003          |               |                |                 |
| Musée du 5 juin 1944 « Message Verlaine »                                     | Tourcoing         | 4 bis, avenue de la Marne   | 50° 42′ 43″ nord, 3° 09′ 18″ est | Histoire                                |                                          | 1991          |               |                |                 |
| MUba Eugène-Leroy                                                             | Tourcoing         | 2, rue Paul Doumer          | 50° 43′ 17″ nord, 3° 09′ 45″ est | Beaux-Arts                              | Musée de France                          | 1860          |               | 28 974 (2016)  |                 |
| Lille Métropole - musée d'Art moderne, d'Art contemporain et d'Art brut (LaM) | Villeneuve-d'Ascq | 1, allée du Musée           | 50° 38′ 16″ nord, 3° 08′ 53″ est | Art moderne, art contemporain, art brut | Musée de France                          | 1983          |               | 268 655 (2016) |                 |
| Mémorial Ascq 1944                                                            | Villeneuve-d'Ascq | 79 rue Mangin               | 50° 37′ 16″ nord, 3° 10′ 04″ est | Histoire                                |                                          | 1984          |               |                |                 |
| Musée de plein air                                                            | Villeneuve-d'Ascq | 143, rue Colbert            | 50° 37′ 26″ nord, 3° 10′ 52″ est | Patrimoine architectural rural          |                                          | 2007          |               |                |                 |
| Musée des moulins                                                             | Villeneuve-d'Ascq | Rue Albert Samain           | 50° 38′ 15″ nord, 3° 08′ 42″ est | Meunerie et minoterie                   |                                          | 1995          |               |                |                 |
| Musée du Terroir                                                              | Villeneuve-d'Ascq | 12, carrière Delporte       | 50° 37′ 40″ nord, 3° 09′ 07″ est | Arts et traditions populaires           |                                          | 1974          |               |                |                 |
| Musée de la Poupée et du Jouet Ancien                                         | Wambrechies       | Château de Robersart        | 50° 40′ 58″ nord, 3° 03′ 17″ est | Poupées et jouets                       |                                          | 1998          |               |                |                 |
| Musée des Arts et Traditions populaires                                       | Wattrelos         | 96, rue François Mériaux    | 50° 41′ 56″ nord, 3° 13′ 16″ est | Arts et traditions populaires           |                                          | 1987          |               |                |                 |